# Hygrophorus marzuolus
Hygrophorus marzuolus (Elias Magnus Fries, 1821 ex Giacomo Bresadola, 1893), în familia Hygrophoraceae și de genul Hygrophorus, denumit în popor băloasă de martie sau băloasă timpurie, este o  specie de ciuperci comestibile care coabitează, fiind un simbiont micoriza (formează micorize pe rădăcinile arborilor). Această specie destul de rară (dar în unele locuri crescând din abundență) se poate găsi în România, Basarabia și Bucovina de Nord, dezvoltându-se în mod general în grupuri cu multe exemplare pe soluri proaspete, ușor acide până ceva alcaline, relativ sărace și nisipoase, deseori ascunsă sub frunze atrofiate, în păduri de conifere și  de foioase, de la deal până în zonele montane. Ea apare odată cu topirea zăpezii, fiind foarte rezistentă la frig, din (ianuarie) februarie până în mai.

## Taxonomie

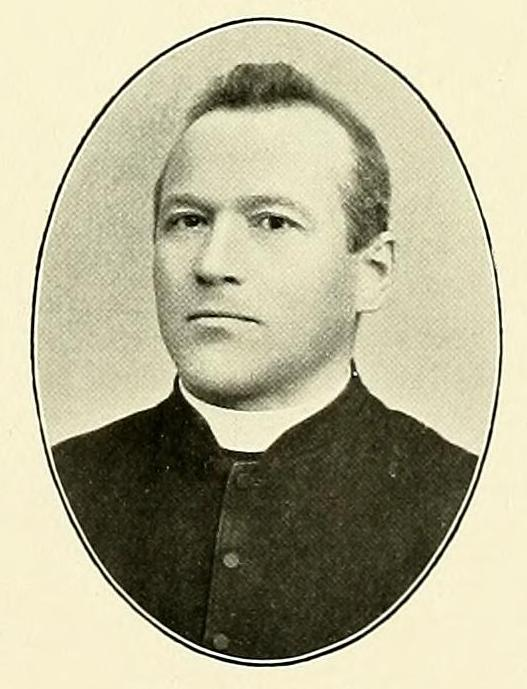
Giacomo Bresadola

Numele binomial Agaricus marzuolus a fost determinat de renumitul savant suedez Elias Magnus Fries în volumul 1 al trilogiei sale Systema Mycologicum din anul 1821. Apoi, în 1893, cunoscutul preot și micolog italian Giacomo Bresadola a transferat specia la genul Hygrophorus, de verificat în volumul 11 al Atti della Reale Accademia degli Agiati di Rovereto, fiind și numele curent valabil (2023).
Sinonime obligatorii sunt Clitocybe marzuolus a micologului italian Sacc. și Limacium camarophyllum subsp. marzuolum a micologului ceh Josef Herink (1915–1999) din 1949, ambele bazând pe descrierea lui Fries. Toate celelalte încercări de redenumire precum variațiile create sunt acceptate drept sinonime.
Epitetul specific se trage din cuvântul latin (latină Martius=luna martie, referitor la zeul Marte), datorită timpului primei apariții ale ciupercii.

## Descriere

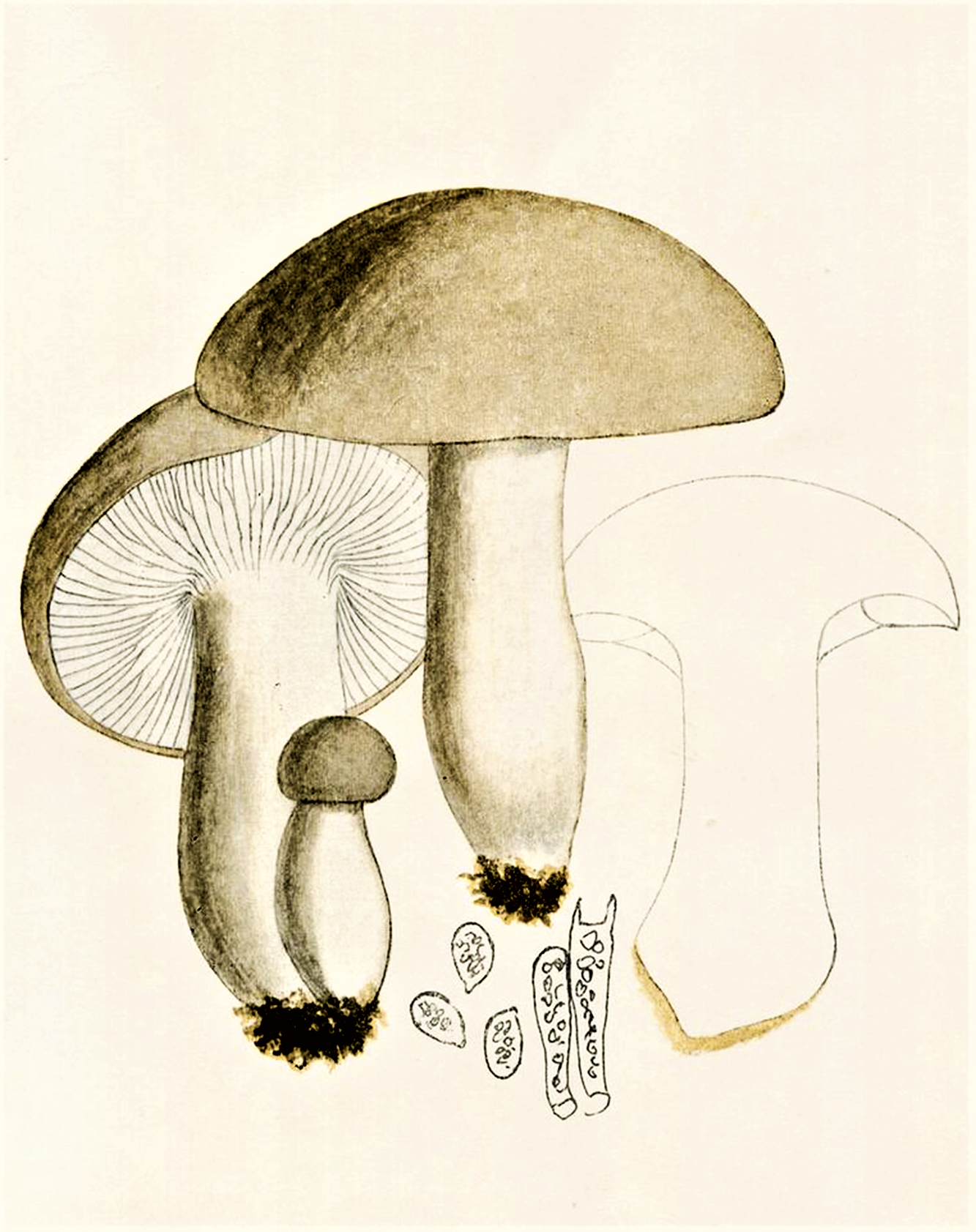
Bres. - Hygrophorus marzuolus

- Pălăria: are un diametru de aproximativ 4-11 cm, este cărnoasă, tare, inițial globuloasă, apoi convexă și la maturitate plată, la bătrânețe chiar ușor adâncită, cu suprafața neregulată și bordura ondulată. Cuticula este netedă cu aspect mătăsos datorită micilor filamente care o acoperă, fiind niciodată lipicioasă sau unsuroasă. Coloritul variază de la albicios murdar până la gri metalic închis.
- Lamelele:  sunt ceroase, în tinerețe dense și bulboase, mai târziu groase, distanțate, unite prin vinișoare, numai puțin bifurcate și decurente de-a lungul piciorului. Culoarea lor este la început albă, devenind cu timpul gri-albăstrui.
- Piciorul: are o înălțime de 4-8 cm și o lățime de 1,5-3 cm, fiind plin, cărnos și solid, cilindric sau ușor curbat precum nu rar îngroșat spre bază. Tija este albă, adesea cu aspect mătăsos și argintiu, mai târziu gri, partea superioară fiind brumată.
- Carnea: este compactă, dar destul de fragedă, albă, subt cuticulă cenușie, cu miros abia perceptibil, nespecific și gust plăcut.[5][6][7]
- Caracteristici microscopice: are spori netezi și neamilozi (nu se decolorează cu reactivi de iod), hialini (translucizi), elipsoidali până la sub-globuloși, măsurând 5-7,5 × 4-5 microni. Pulberea lor este albă. Basidiile îngust clavate cu 4 sterigme fiecare au o dimensiune de (40) 55-60 x 5-8 microni  și o lungime de până la 70 µm. Trama lamelară este iregulară.[14]
- Reacții chimice: se pare că nu se decolorează cu substanțe chimice.[15]

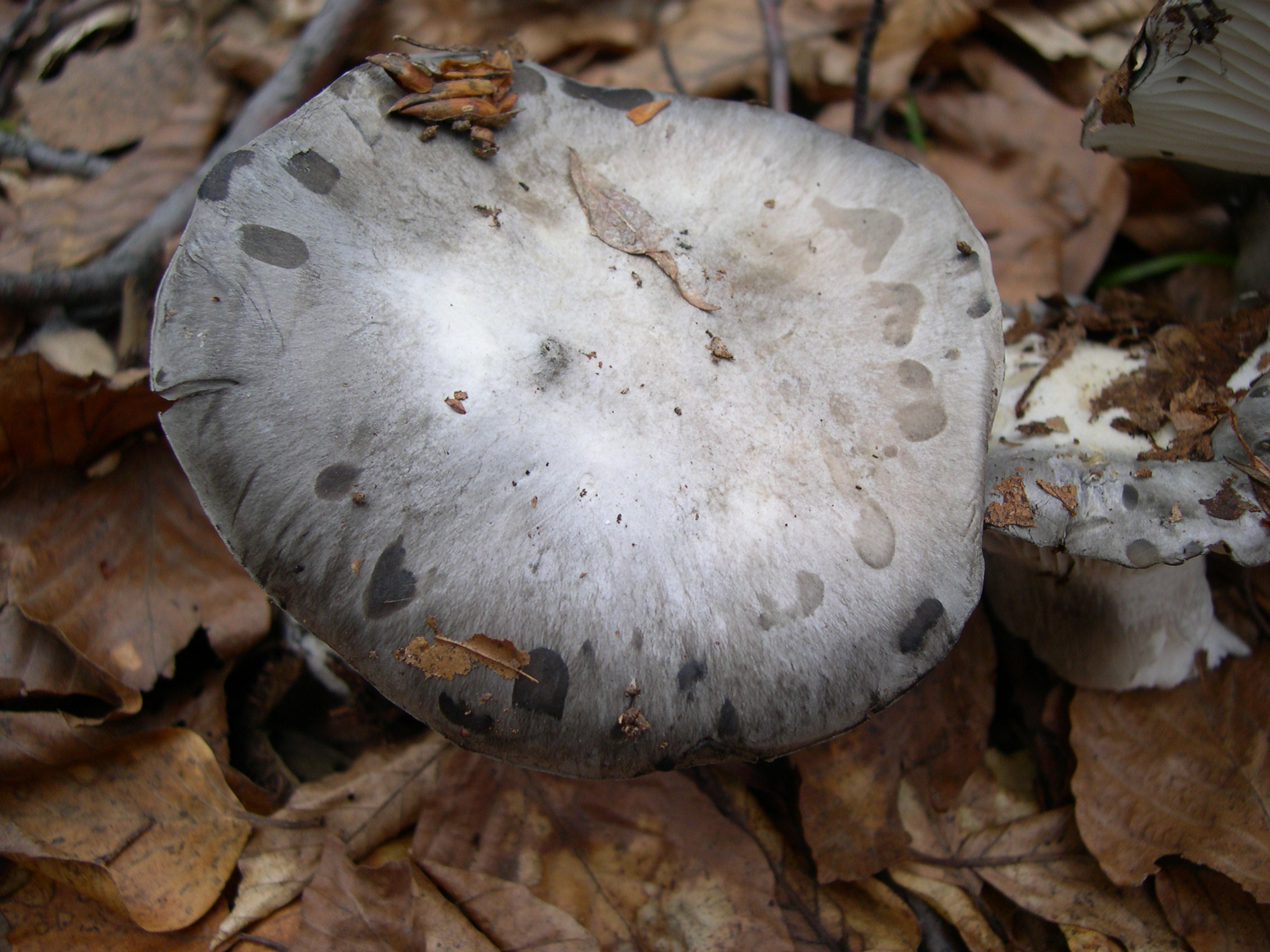
H. marzuolus, pălărie
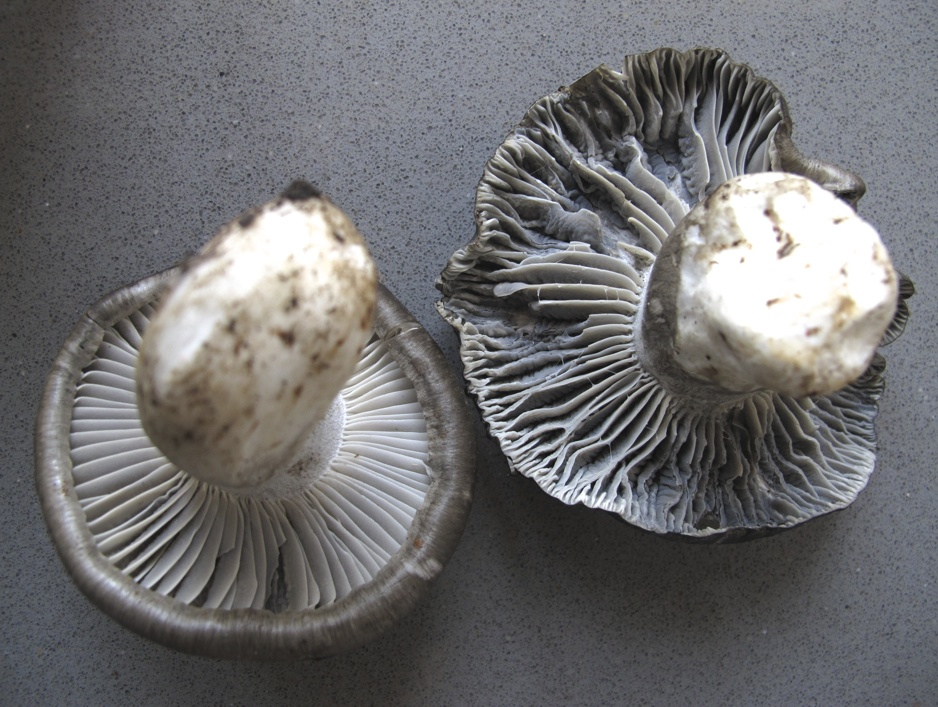
H. marzuolus, lamele
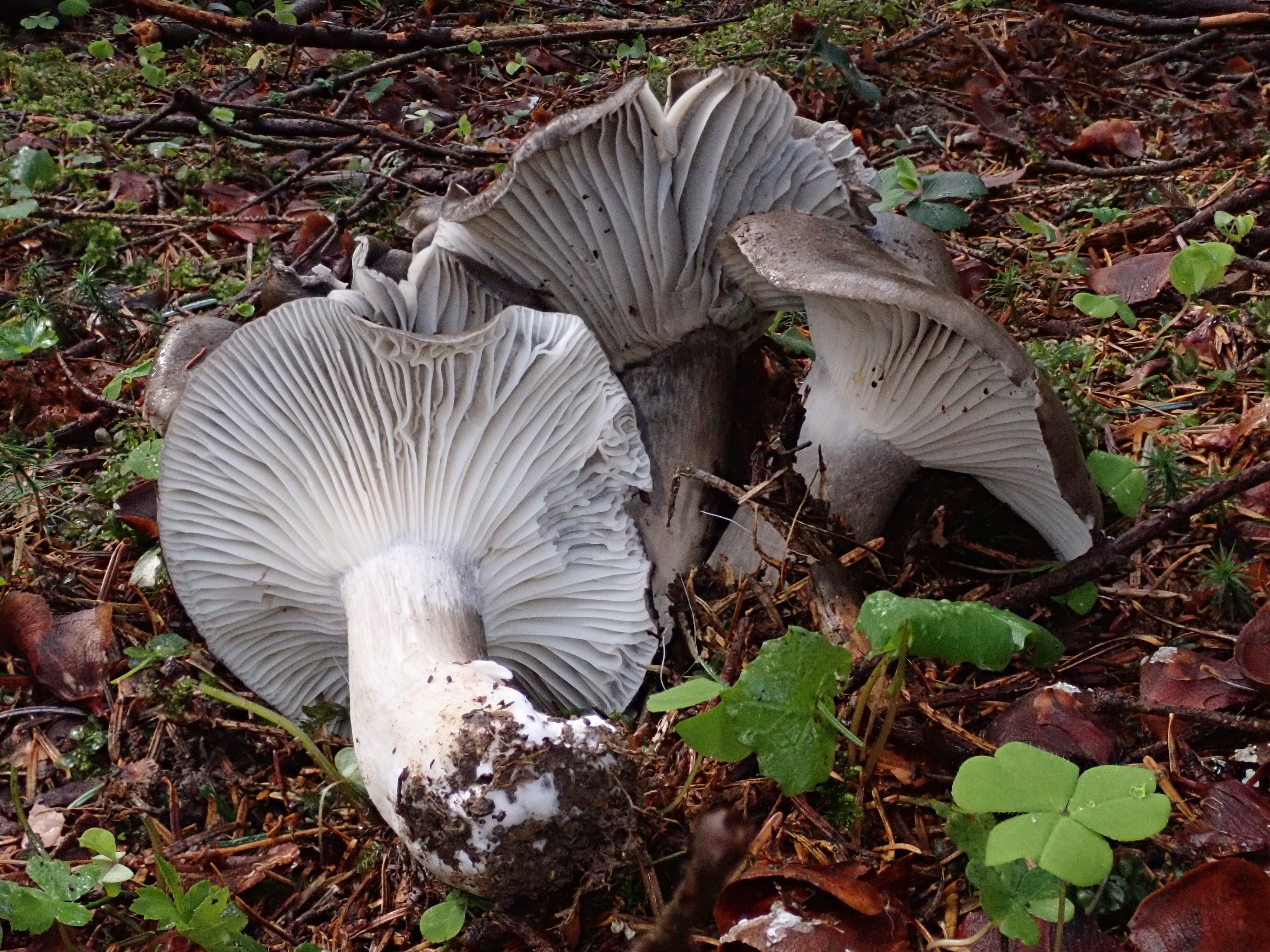
H. marzuolus, lamele și picior
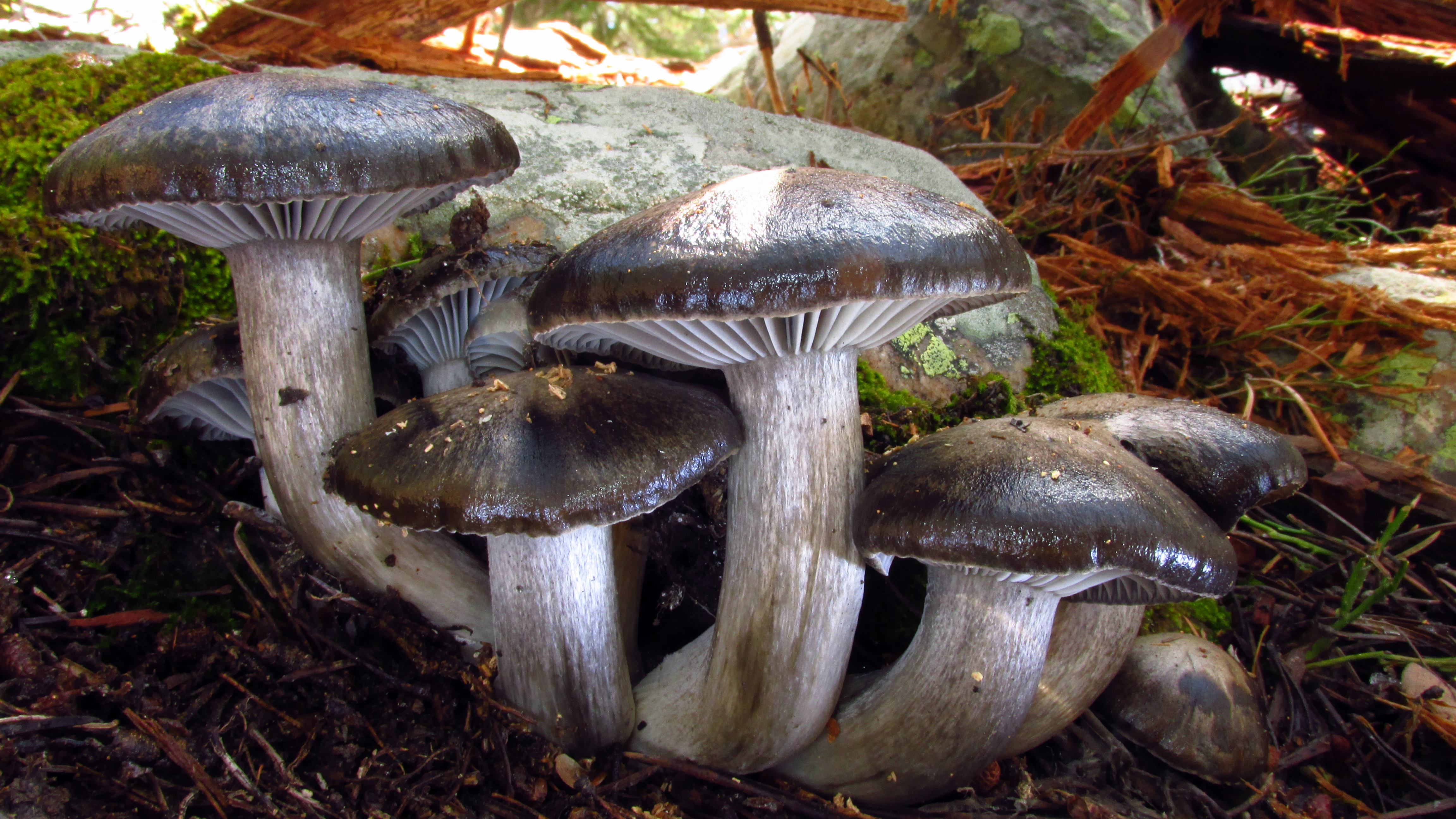
H. marzuolus mai tineri
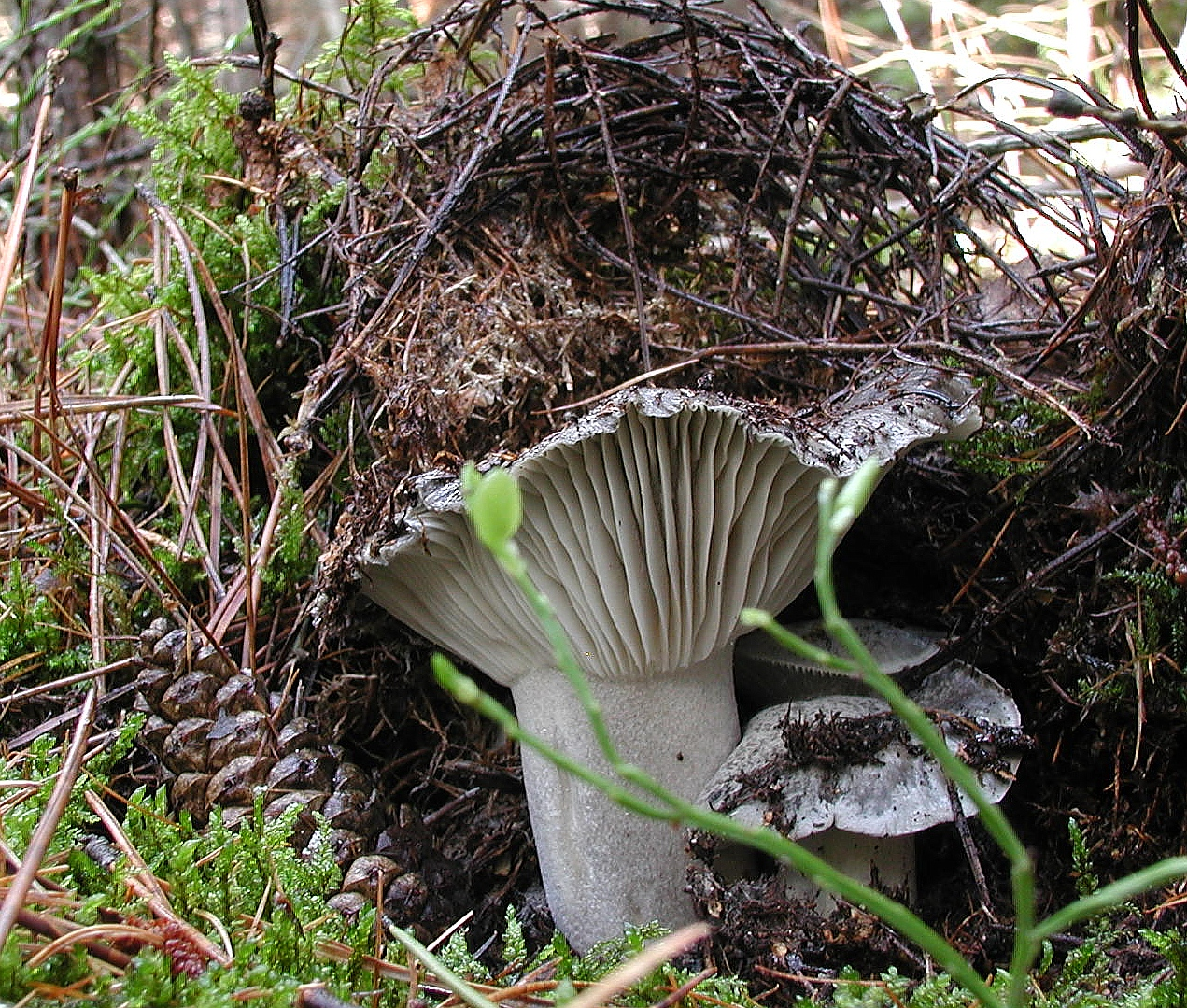
H. marzuolus bătrân
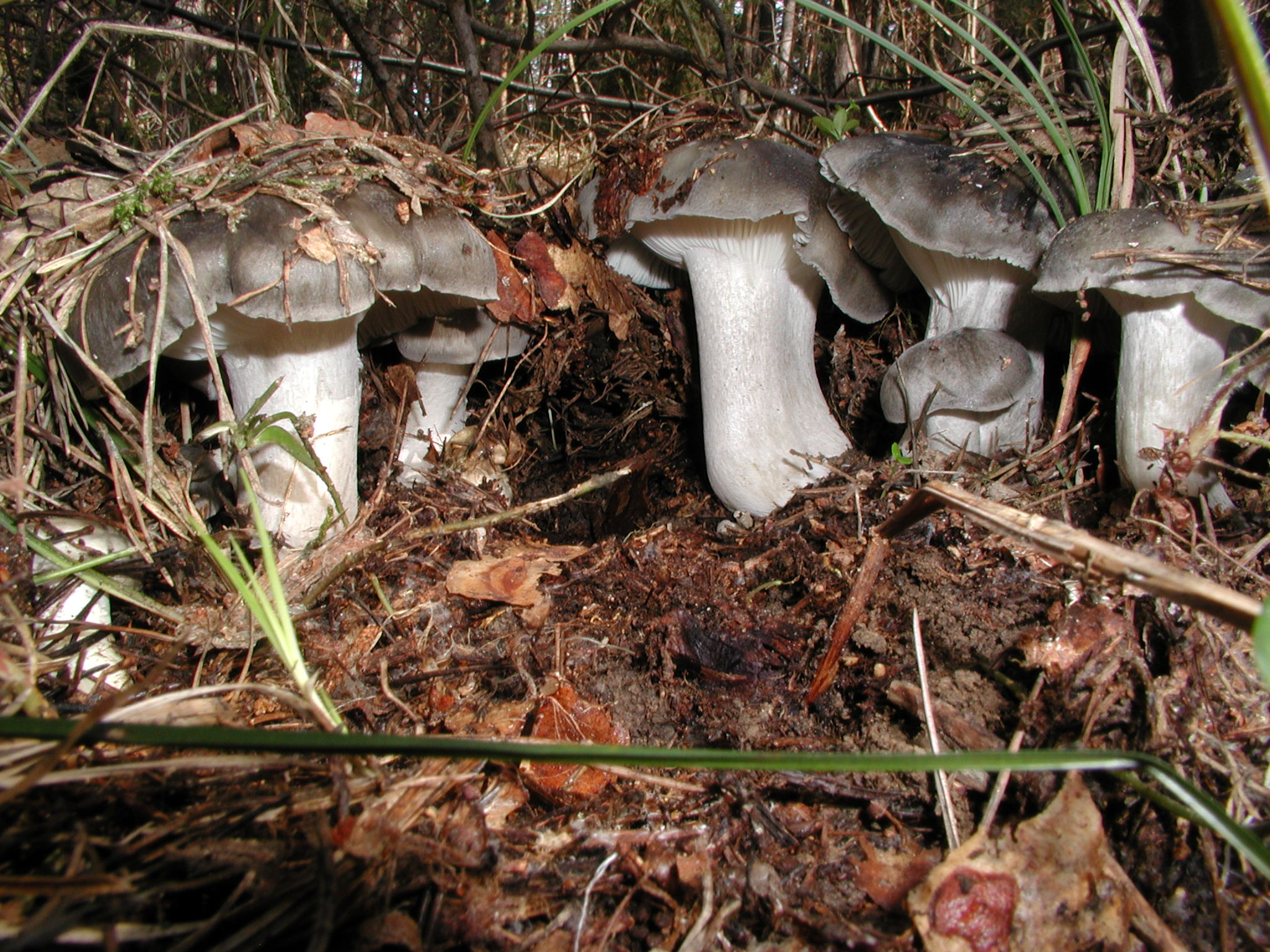
H. marzuolus, colonie

## Confuzii
Hygrophorus marzuolus poate fi confundat în tinerețe cu exemplare tinere ale soiurilor Calocybe gambosa  sin. Tricholoma georgii, comestibil, Entoloma sinuatum sin. Rhodophyllus sinuatus, foarte otrăvitor, Inocybe erubescens sin. Inocybe patouillardi, letal, Inocybe geophylla, foarte otrăvitoare (are lamele albicioase, mai târziu ocru-maronii, nu decurente la picior și cu un miros tipic foarte dezgustător. Ea conține o doză mare de muscarină.) sau Tricholoma goniospermum sin. Tricholosporum goniospermum, comestibil (are la început o pălărie alb-gălbuie, apoi gri-ruginie până la violet deschis cu lamele de aceiași culoare precum miros intensiv de faină proaspătă; crește prin păduri și pajiști foarte des deja din aprilie/mai).
Mai departe, culegători neexperimentați confundă specia cu ciuperci care apar mai târziu în an, cum ar fi: Clitopilus prunulus, comestibil, Hygrocybe nitrata, necomestibilă (pălărie cenușie cu tonuri măslinii, picior de aceiași culoare cu pălăria, fragil și gol pe dinăuntru, miros nitros), Hygrocybe ovina, necomestibilă (pălărie brun-gri-măslinie, picior de aceiași culoare cu pălăria, destul de subțire, carnea mai întâi înroșind apoi negrind, șubredă), Hygrophorus agathosmus (comestibil), Hygrophorus camarophyllus, comestibil, Tricholoma columbetta, comestibil (tare asemănător cu lamele albe, câteodată cu nuanțe rozalii, nu decurente la picior care se dezvoltă preferat în păduri de foioase) sau Tricholoma portentosum, comestibil (apare mult mai târziu).

## Specii asemănătoare

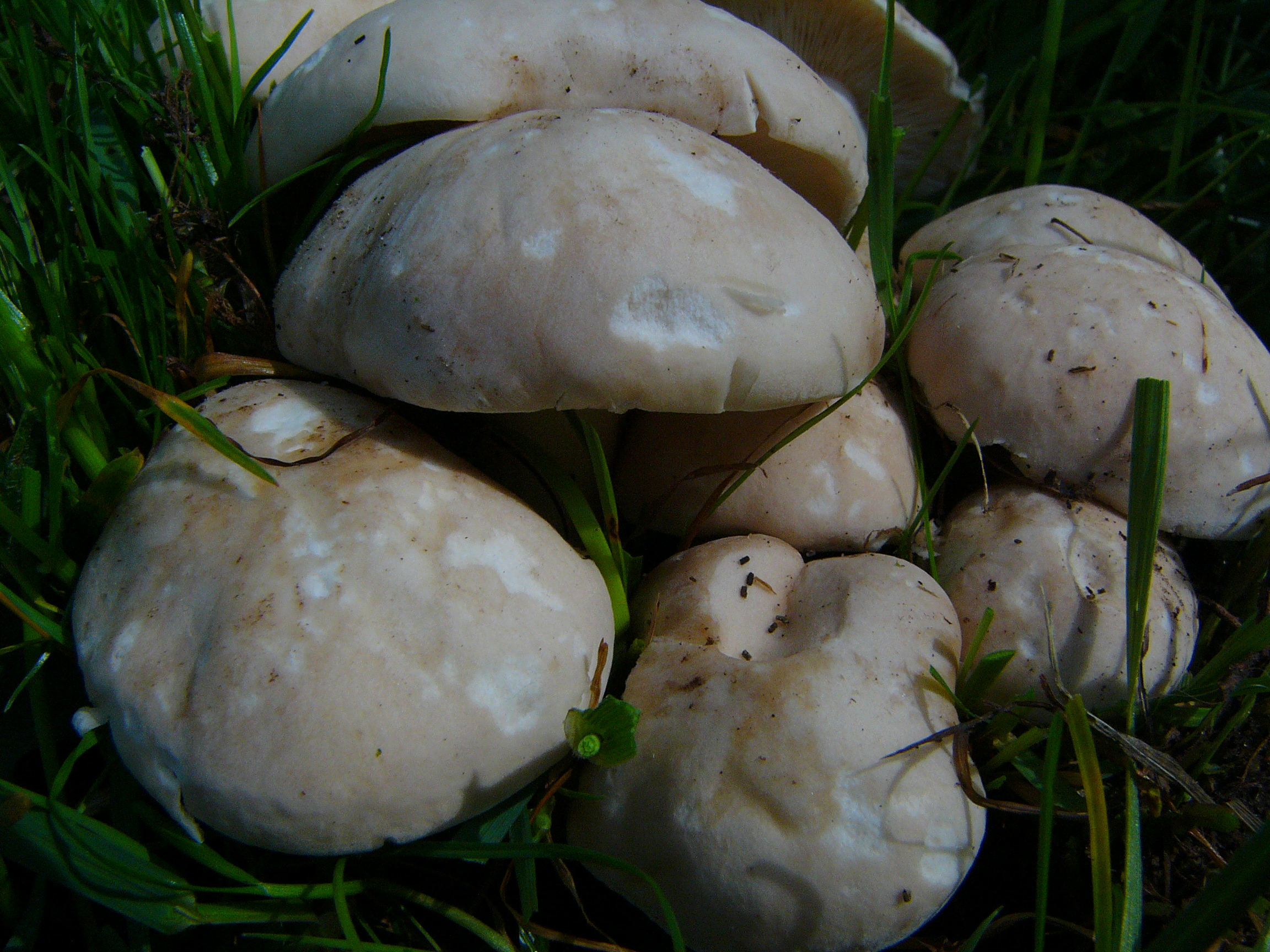
Calocybe gambosa
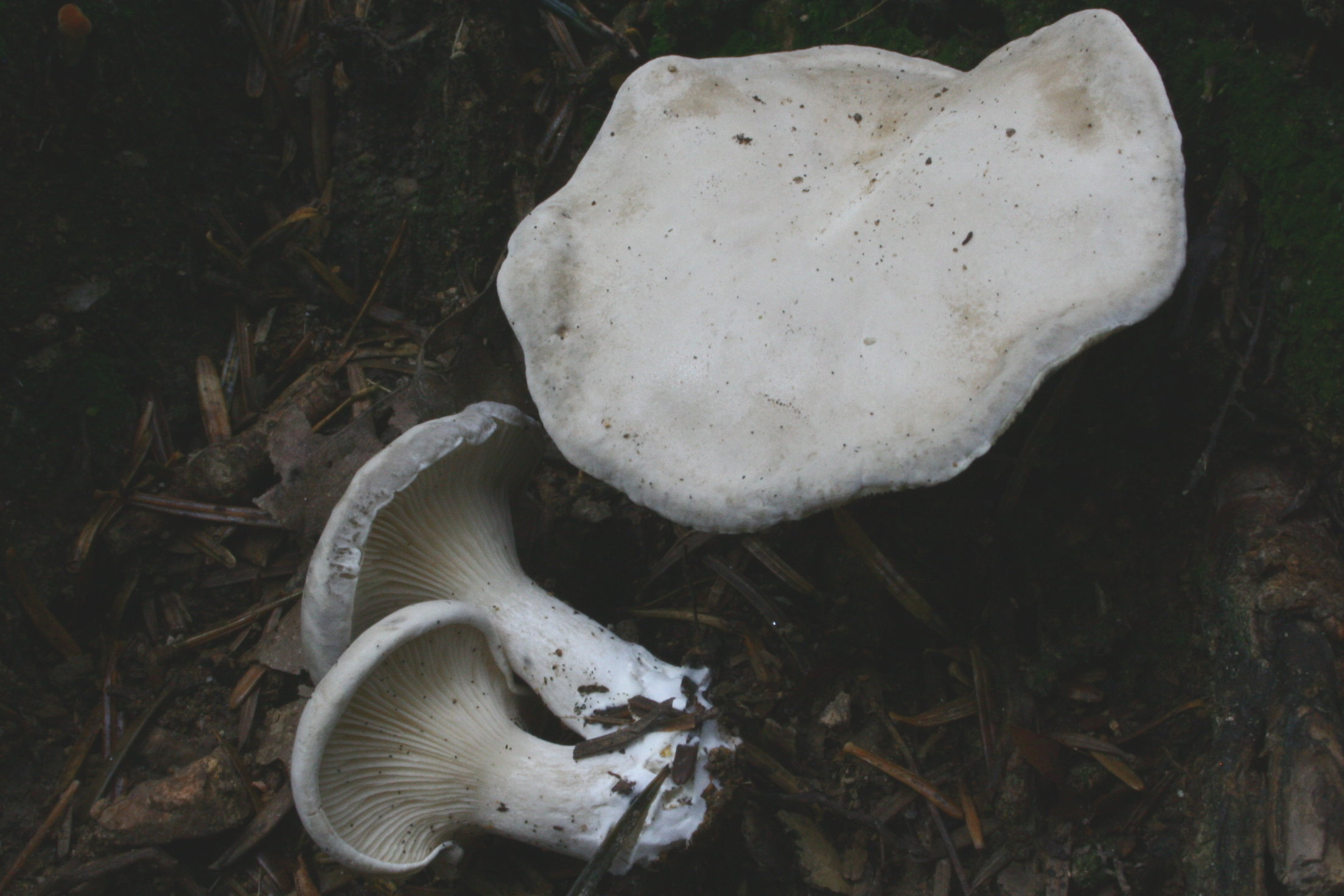
Clitopilus prunulus
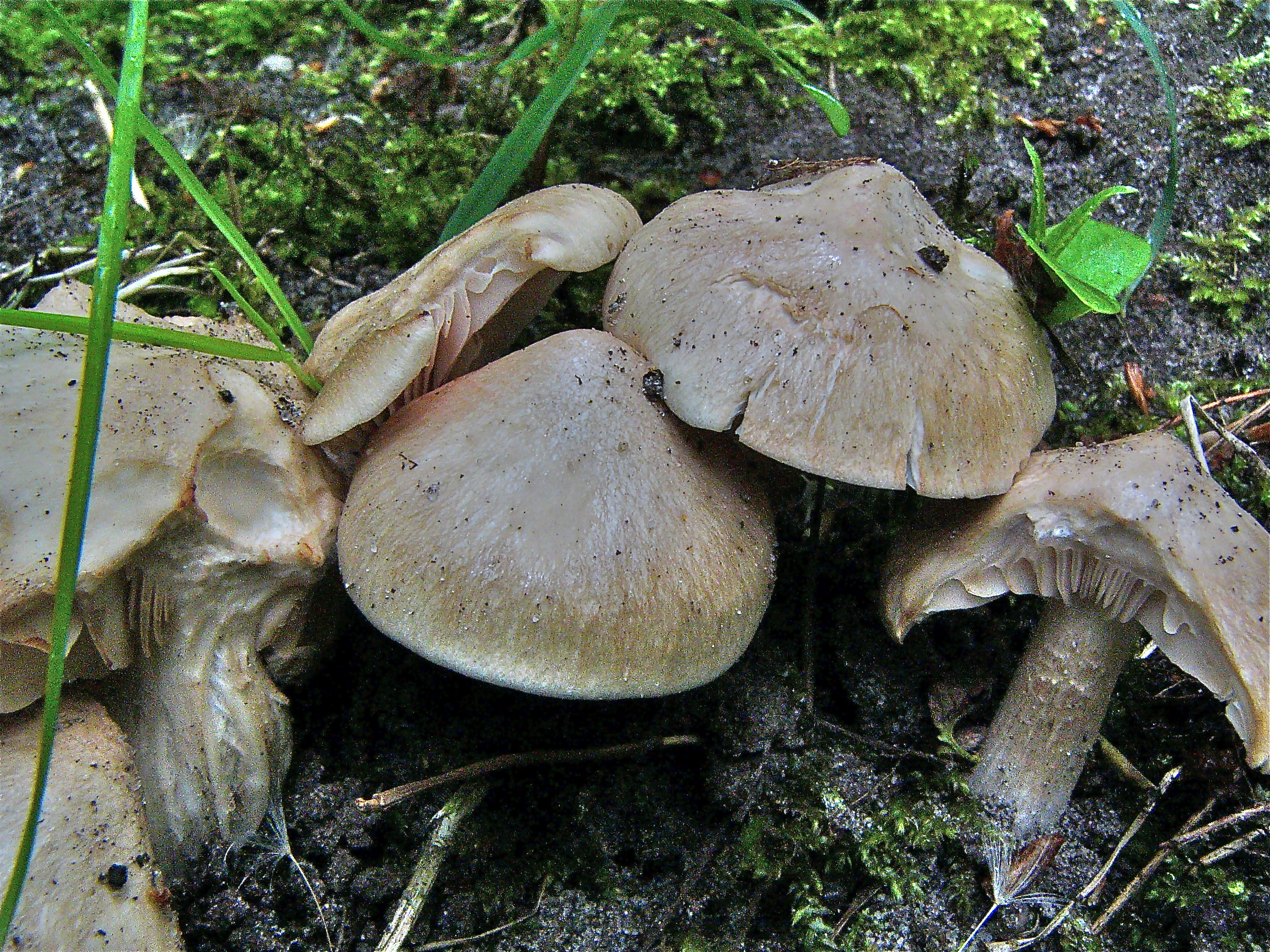
!!!Entoloma sinuatum!!!
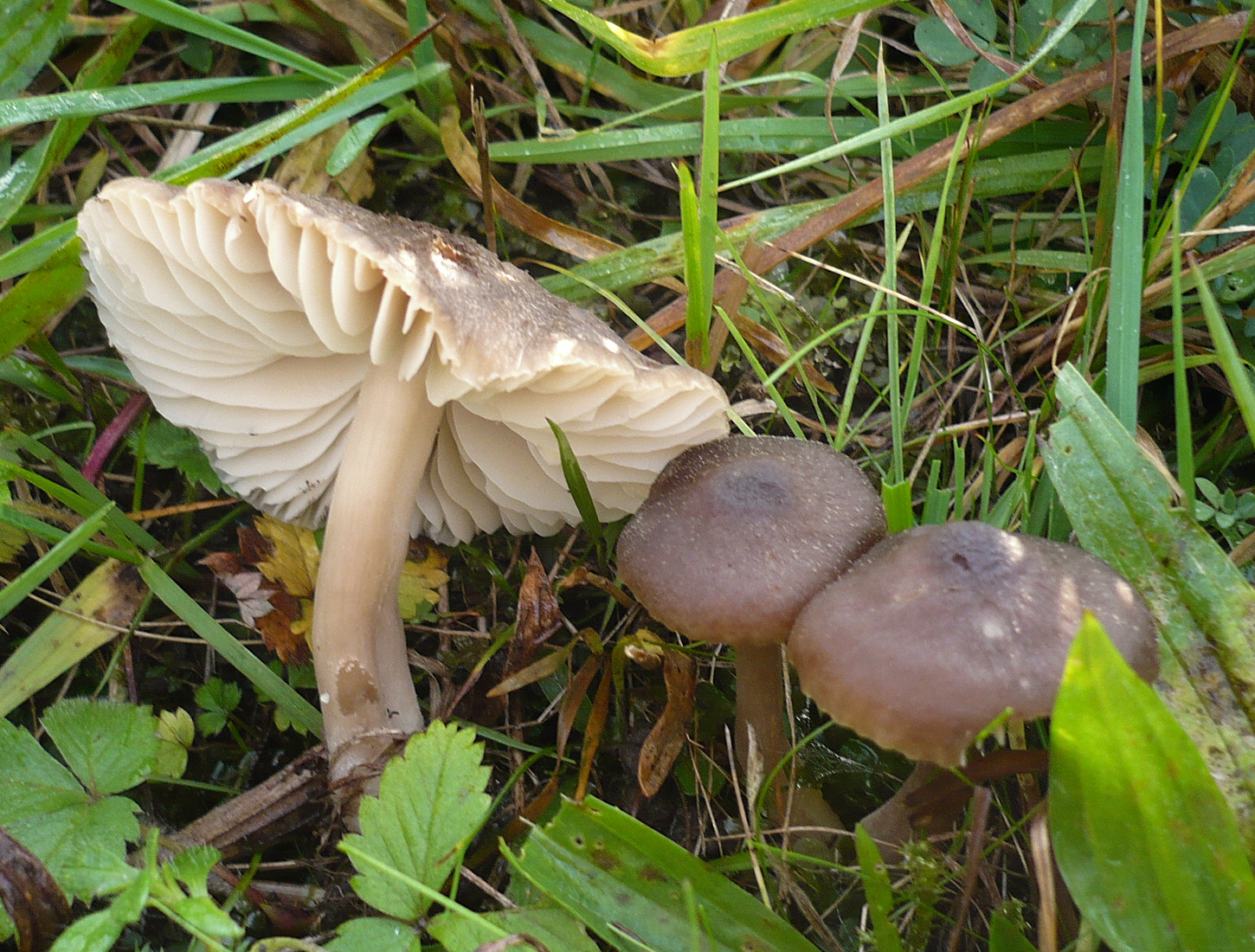
!Hygrocybe nitrata!
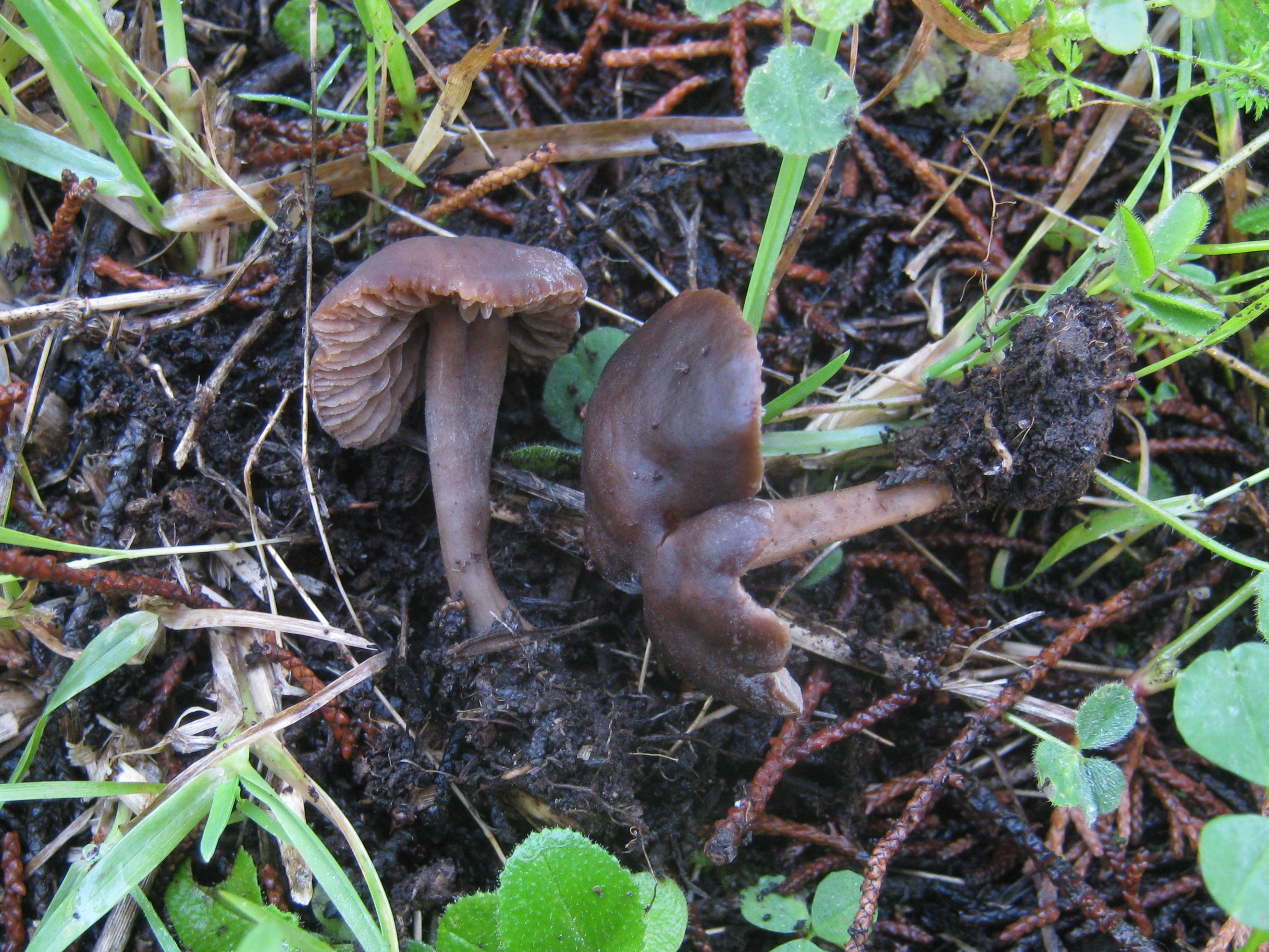
!Hygrocybe ovina!
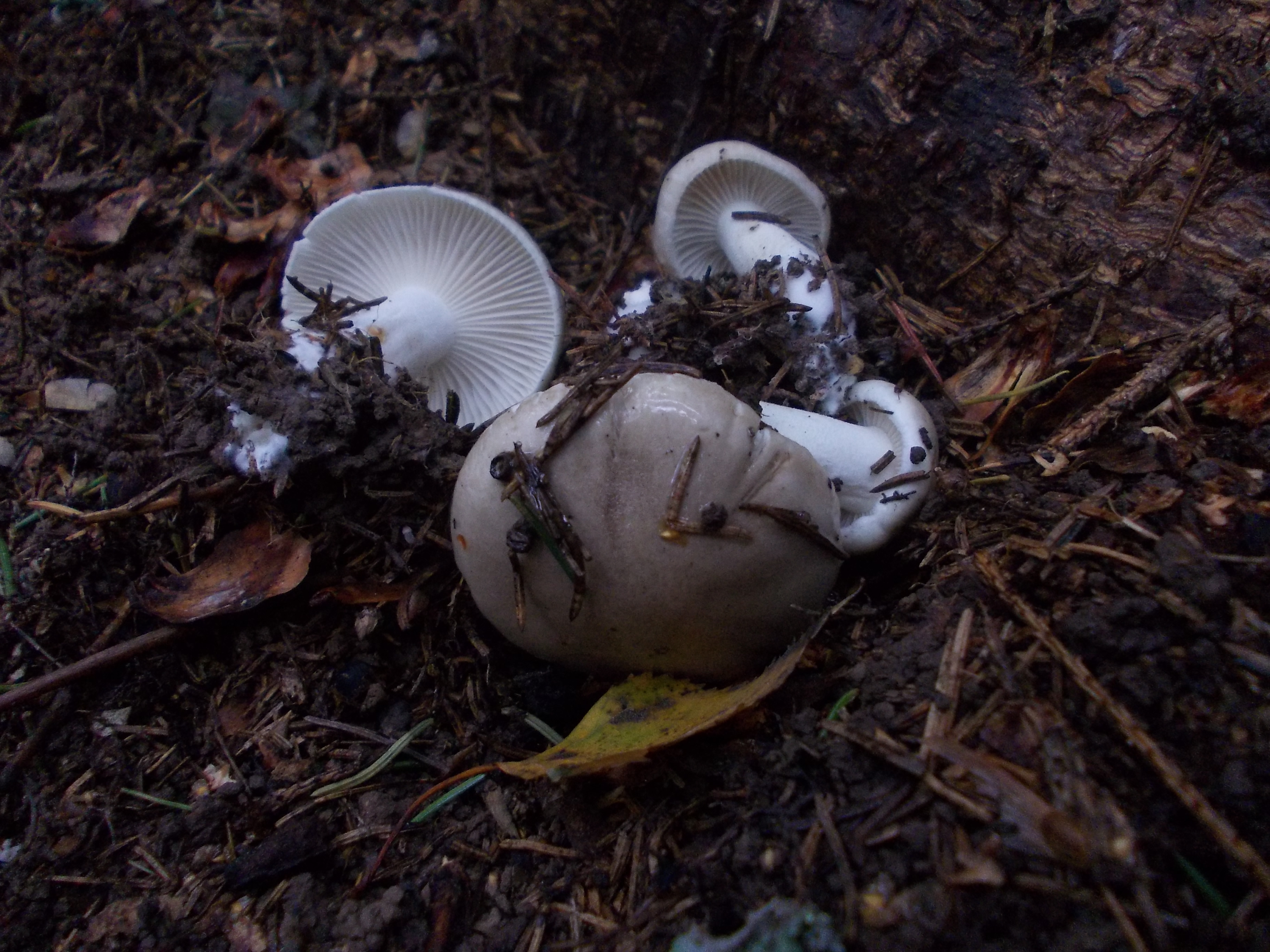
Hygrophorus agathosmus

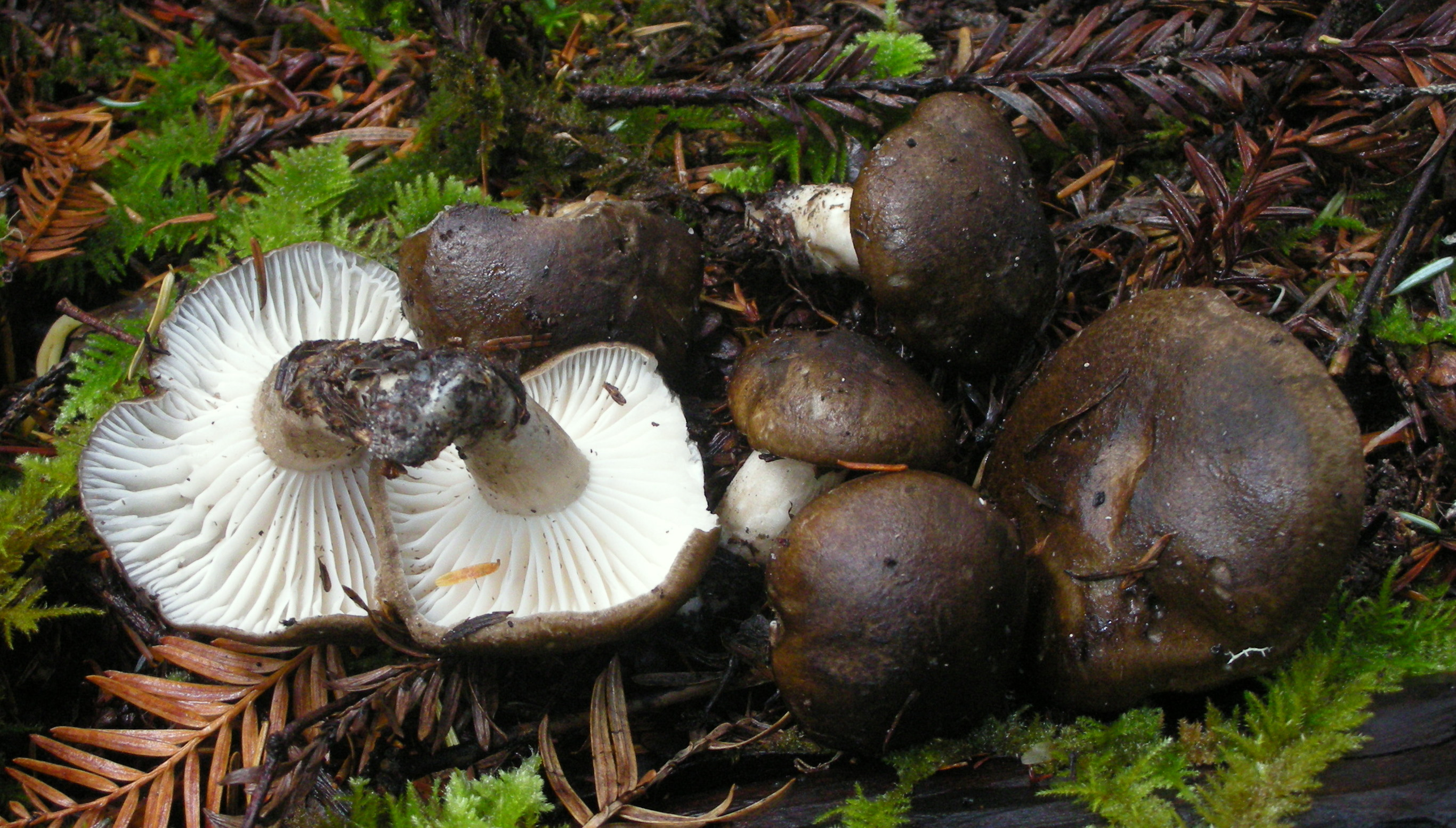
Hygrophorus camarophyllus
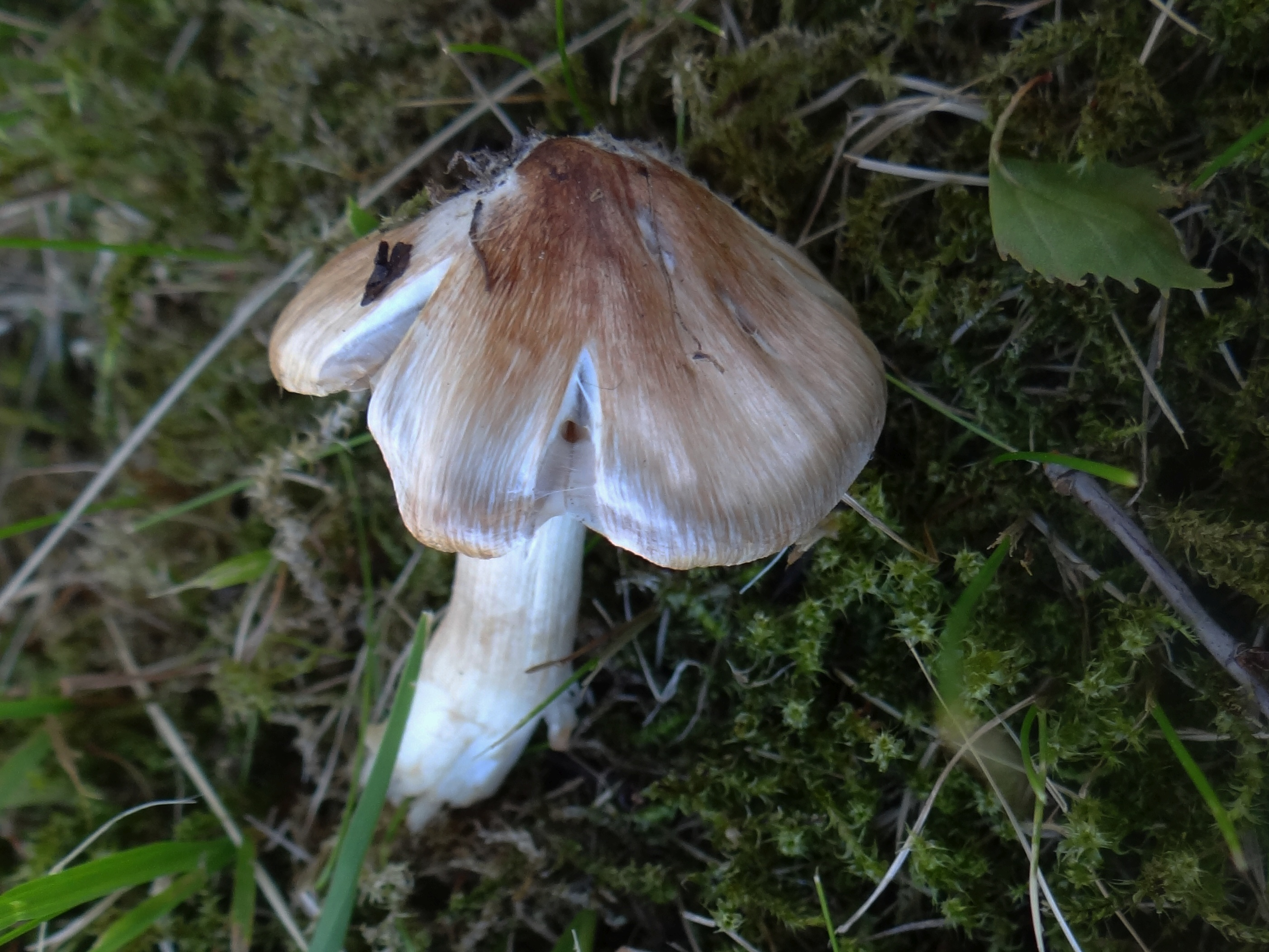
!!!Inocybe erubescens!!!
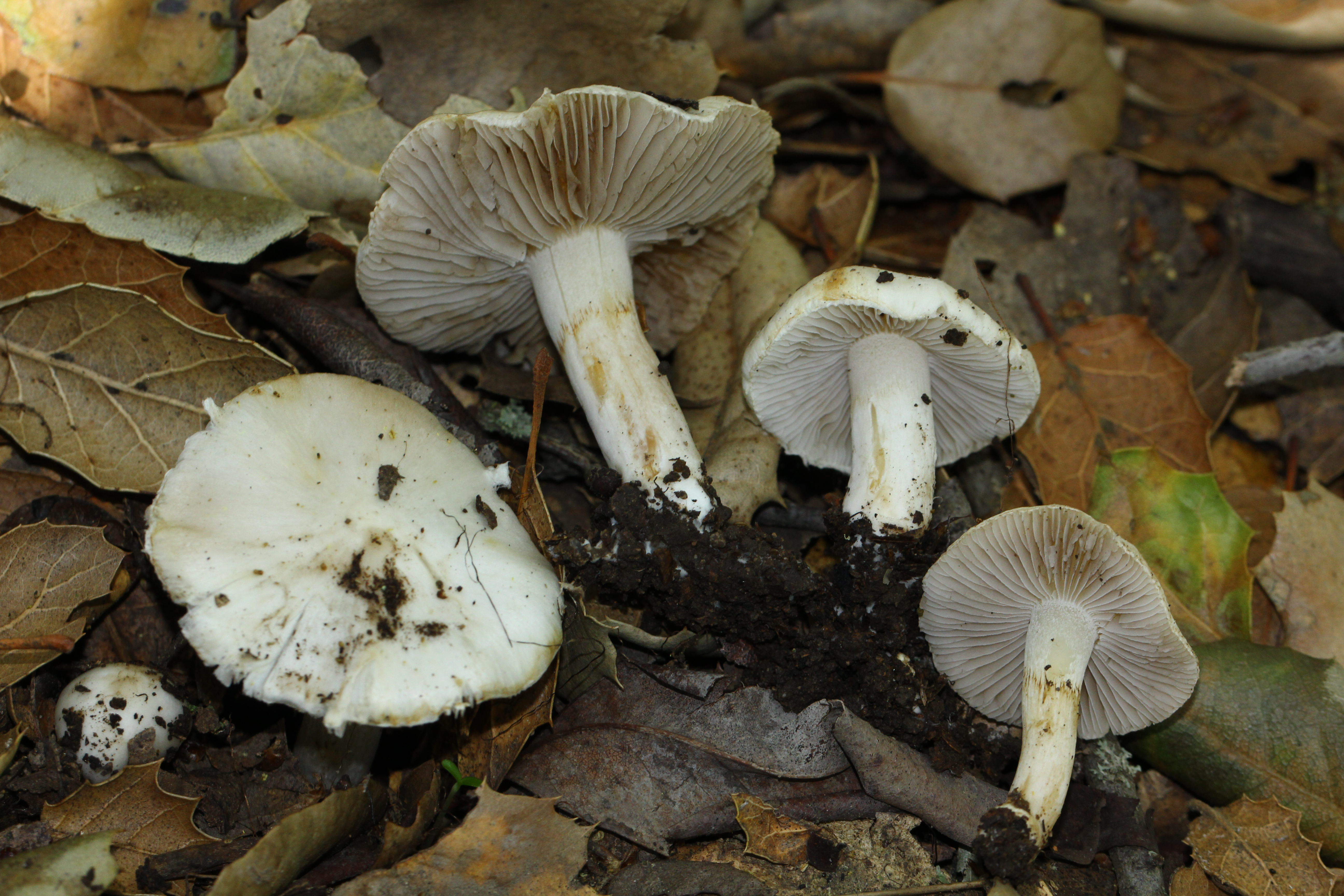
!!!Inocybe geophylla!!!
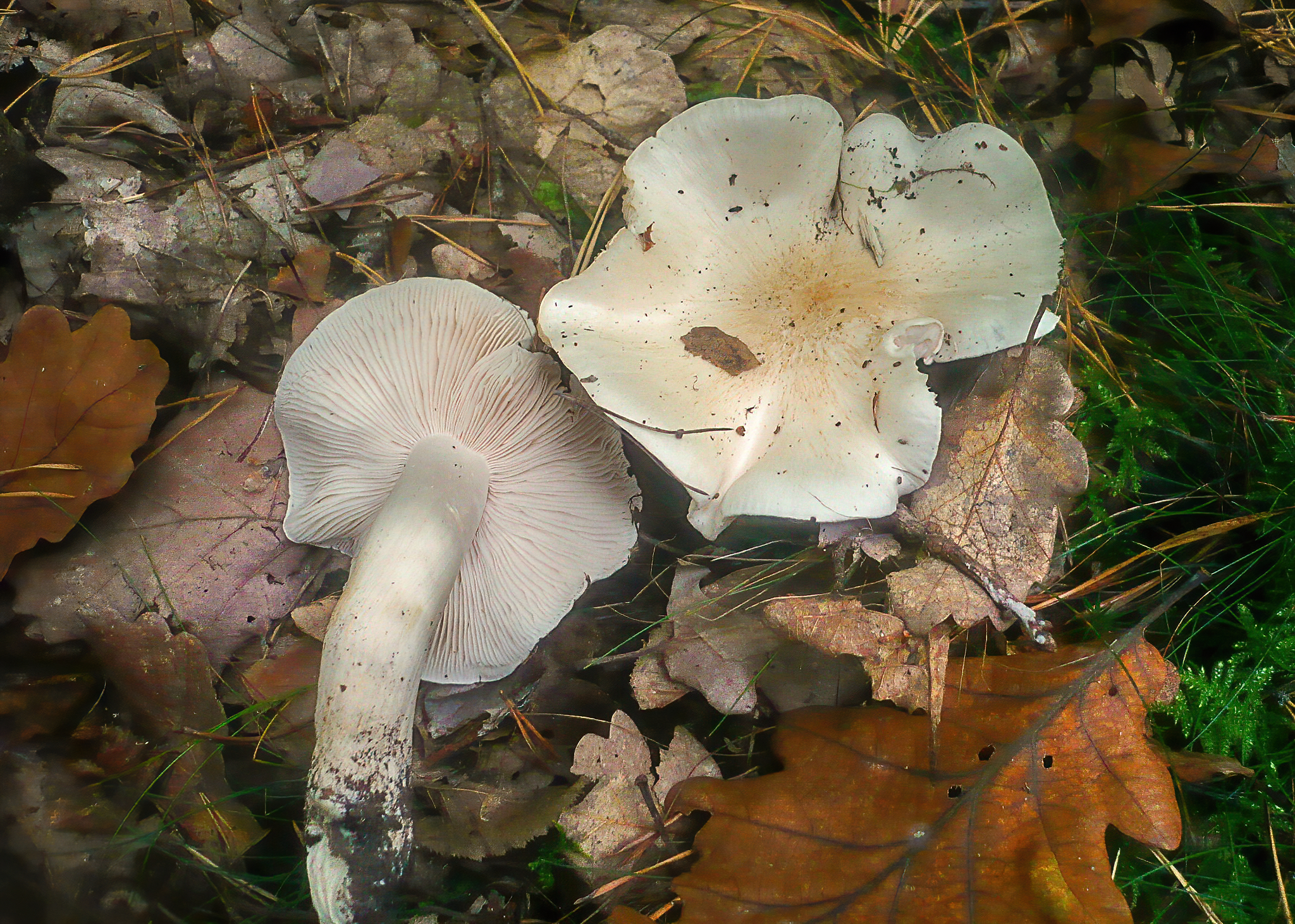
Tricholoma columbetta
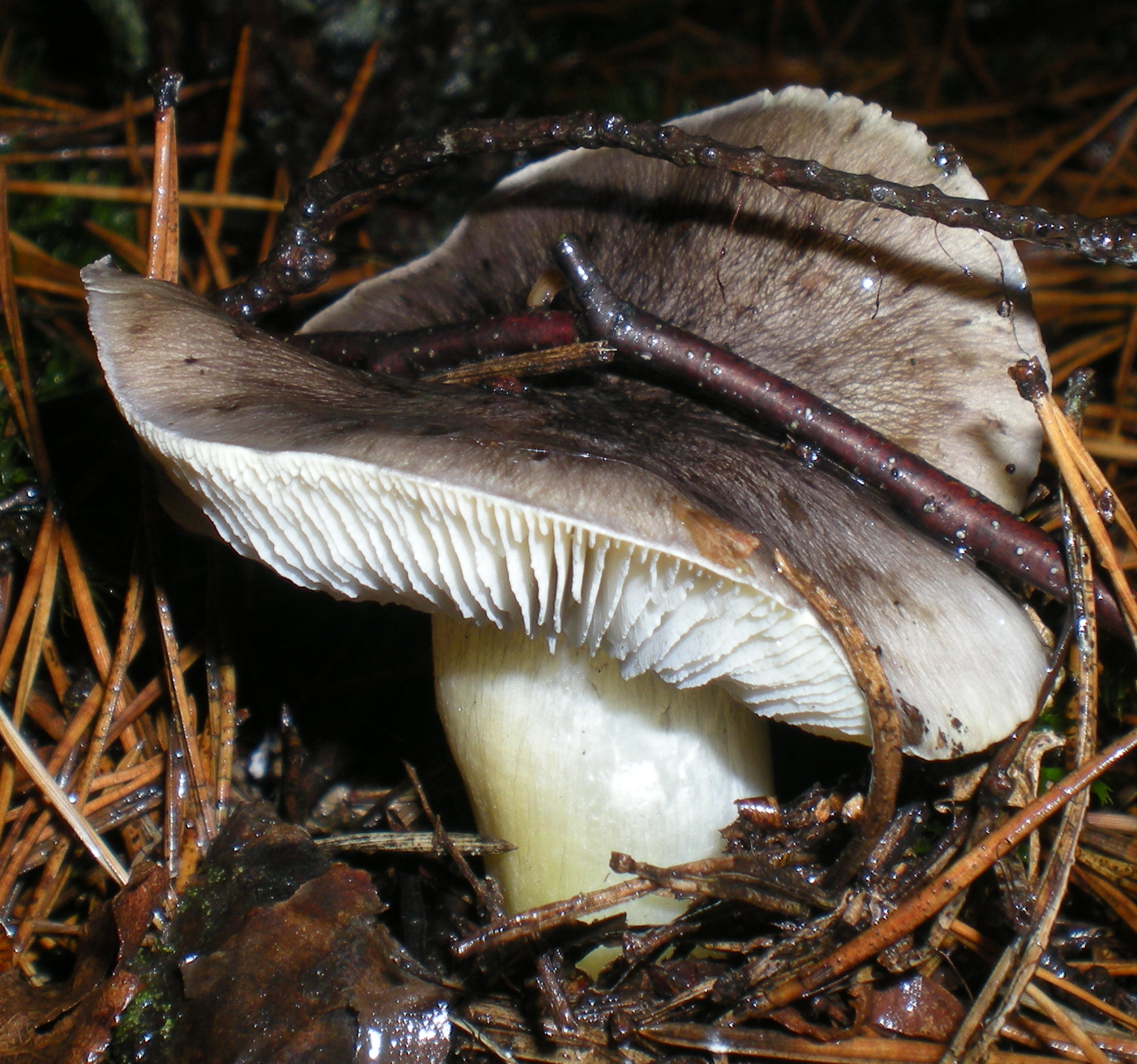
Tricholoma portentosum

## Valorificare
Băloasă de martie este una din primele ciuperci ale anului și foarte apreciată datorită consistenței cărnii și a gustului. Ea poate fi preparată prăjită în unt cu sare, piper și pătrunjel, într-o supă pre-primăvăratică, ca adăugare la o salată sau cu jumări de ou. Pe de altă parte, ciuperca este protejată în unele state europene. Culegeți-o numai acolo, unde apare des, altminteri aveți milă de ea.